# David Carstens
David Krynauw Enslin "Dave" Carstens, född september 1914 i Strand, död 6 augusti 1955 i Johannesburg, var en sydafrikansk boxare.
Carstens blev olympisk mästare i lätt tungvikt i boxning vid sommarspelen 1932 i Los Angeles.